# Dinastia costantiniana
La dinastia costantiniana o neo-flavia consiste in una serie di figure importanti che governarono l'Impero romano nella prima metà del IV secolo, dall'ascesa al trono di Diocleziano nel 284 alla morte di Giuliano nel 363. La dinastia prende il nome dal suo rappresentante più importante, Costantino I. La Historia Augusta racconta che avo di Costanzo Cloro fosse stato l'imperatore Claudio il Gotico (268-270). Alessandro Barbero, nel suo recente libro su Costantino, dimostra però in modo convincente come la discendenza da Claudio il Gotico sia un falso, e in tutta probabilità opera della propaganda costantiniana in un momento successivo alla rottura di Costantino con l'augusto Massimiano, suo suocero, quindi a partire dal 309-310. Barbero sottolinea come questa propaganda ebbe notevole successo, trovando spazio non solo in opere adulatorie, come la Vita Constantini di Eusebio di Cesarea, ma pure nelle orazioni e negli scritti di Giuliano, suo nipote, quindi a decenni di distanza.  

## Stemmata
In corsivo gli augusti e le auguste appartenenti alla famiglia.

### Albero genealogico a partire da Claudio il Gotico (270-363)

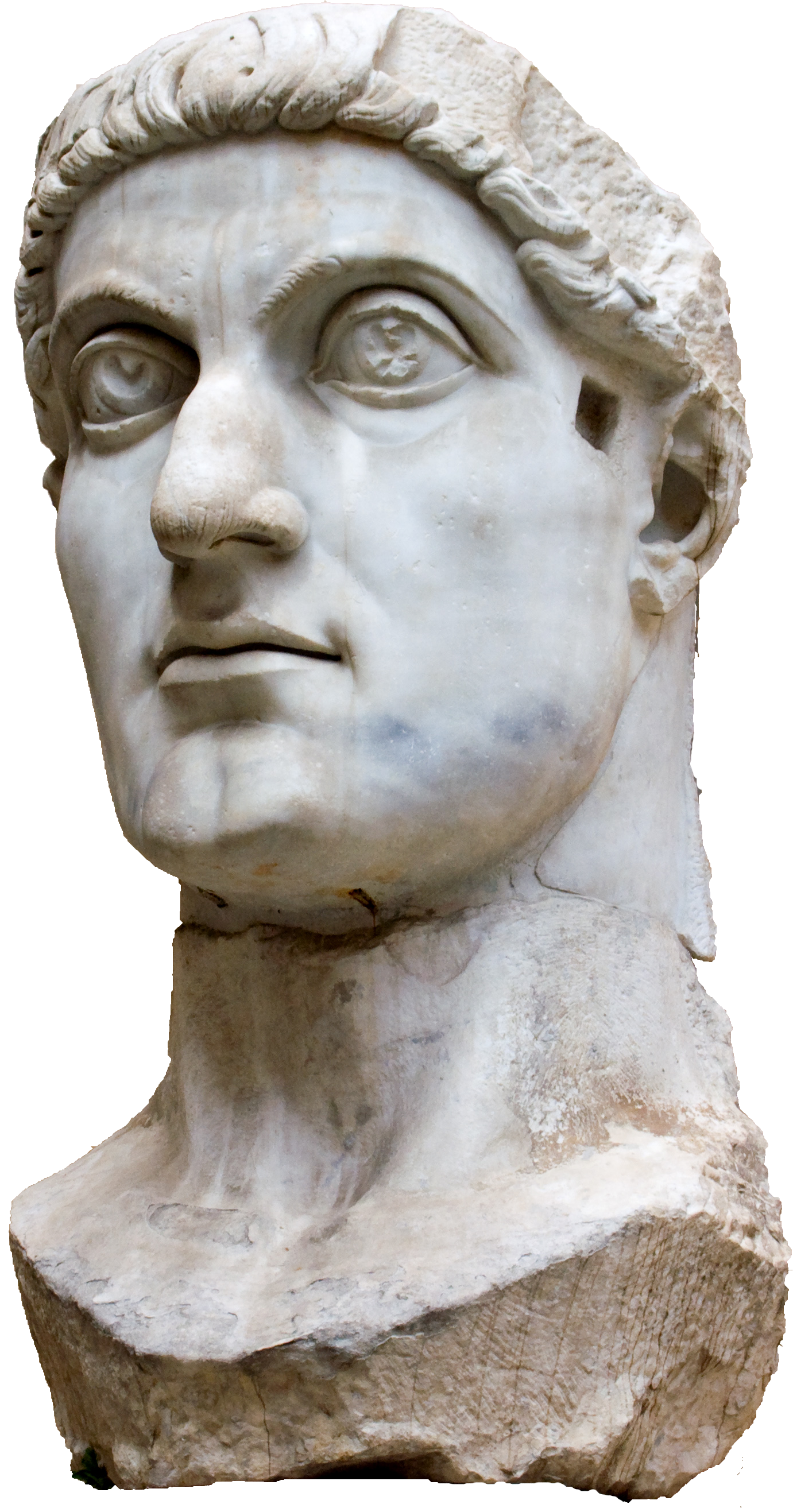
Busto dell'imperatore Costantino I.

|          |          |                      |                      |                                                         |                                                         |                                   |                                   |                                                      |                          | | |                                        |                                        |
|          |          |                      |                      |                                                         |                                                         |                                   |                                   | ?                                                    |                          | | |                                        |                                        |
|          |          |                      |                      |                                                         |                                                         |                                   |                                   |                                                      |                          | | |                                        |                                        |
|          |          |                      |                      |                                                         |                                                         |                                   |                                   |                                                      |                          | | |                                        |                                        |
|          |          |                      |                      | Claudio Gotico 213?-270                                 | Claudio Gotico 213?-270                                 | Quintillo 220?-270                | Quintillo 220?-270                | Crispo                                               | Crispo                   | n. n. | n. n. | Costantina                             | Costantina                             |
|          |          |                      |                      |                                                         |                                                         |                                   |                                   |                                                      |                          | | |                                        |                                        |
|          |          |                      |                      |                                                         |                                                         |                                   |                                   |                                                      |                          | | |                                        |                                        |
|          |          |                      |                      |                                                         |                                                         |                                   |                                   | Claudia sp. Flavio Tito Eutropio                     |                          | | |                                        |                                        |
|          |          |                      |                      |                                                         |                                                         |                                   |                                   |                                                      |                          | | |                                        |                                        |
|          |          |                      |                      |                                                         |                                                         |                                   |                                   |                                                      |                          | | |                                        |                                        |
|          |          |                      |                      |                                                         |                                                         |                                   |                                   | Costanzo Cloro 250-305-306 1 sp. Elena 2 sp. Teodora |                          | | |                                        |                                        |
|          |          |                      |                      |                                                         |                                                         |                                   |                                   |                                                      |                          | | |                                        |                                        |
|          |          |                      |                      |                                                         |                                                         |                                   |                                   |                                                      |                          | | |                                        |                                        |
|          |          |                      |                      | 1 Costantino I 272-313-337 1 sp. Minervina 2 sp. Fausta | 1 Costantino I 272-313-337 1 sp. Minervina 2 sp. Fausta |                                   |                                   |                                                      |                          | 2 Giulio Costanzo                                                                                         | 2 Giulio Costanzo                                                                                         | 2 Costanza sp. Licinio 250-308-324-325 | 2 Costanza sp. Licinio 250-308-324-325 |
|          |          |                      |                      |                                                         |                                                         |                                   |                                   |                                                      |                          | | |                                        |                                        |
|          |          |                      |                      |                                                         |                                                         |                                   |                                   |                                                      |                          | | |                                        |                                        |
| 1 Crispo | 1 Crispo | 2 Elena sp. Giuliano | 2 Elena sp. Giuliano | 2 Costantino II 316-337-340                             | 2 Costantino II 316-337-340                             | 2 Costanzo II 317-337-361         | 2 Costanzo II 317-337-361         | 2 Costante I 320-337-350                             | 2 Costante I 320-337-350 | Giuliano 331-360-363 sp. Elena                                                                            | Giuliano 331-360-363 sp. Elena                                                                            |                                        |                                        |
|          |          |                      |                      |                                                         |                                                         |                                   |                                   |                                                      |                          | | |                                        |                                        |
|          |          |                      |                      |                                                         |                                                         |                                   |                                   |                                                      |                          | | |                                        |                                        |
|          |          |                      |                      |                                                         |                                                         | Costanza sp. Graziano 359-367-383 | Costanza sp. Graziano 359-367-383 |                                                      |                          | Gioviano 331-363-364 succeduto come imperatore, Gioviano è stato figlio del comes domesticorum Varroniano | Gioviano 331-363-364 succeduto come imperatore, Gioviano è stato figlio del comes domesticorum Varroniano |                                        |                                        |

### Tetrarchi (293-306)
- Diocleziano
  1. Dal matrimonio fra Diocleziano e Prisca
    - Valeria Galeria, seconda moglie di Galerio
- Massimiano
  1. Dal matrimonio fra Massimiano e Eutropia
    - Teodora, moglie di Costanzo Cloro (figlia di Eutropia da un precedente matrimonio con Afranio Annibaliano)
    - Fausta, moglie di Costantino I
    - Massenzio
      1. Dal matrimonio fra Massenzio e Valeria Massimilla
        - Valerio Romolo
        - figlio
- Galerio
  1. Dal matrimonio fra Galerio e una donna non nota
    - Valeria Massimilla, moglie di Massenzio

  2. Dal matrimonio fra Galerio e Valeria Galeria
    - Candidiano
- Diocleziano: suocero e padre adottivo di Galerio
- Massimiano: padre di Massenzio, padre adottivo  di Costanzo Cloro, suocero di Costantino
- Galerio: genero e figlio adottivo di Diocleziano, zio di Massimino Daia, suocero di Massenzio
- Costanzo Cloro: padre di Costantino, suocero di Licinio, figlio adottivo di Massimiano, fratello adottivo di Massenzio
- Massimino Daia: nipote di Galerio
- Costantino: figlio di Costanzo Cloro, genero di Massimiano, cognato di Massenzio
- Massenzio: figlio di Massimiano, genero di Galerio, fratello adottivo di Costanzo Cloro, cognato di Costantino
- Licinio: genero di Costanzo Cloro

### Discendenti di Costanzo Cloro (306-363)
- Costanzo Cloro

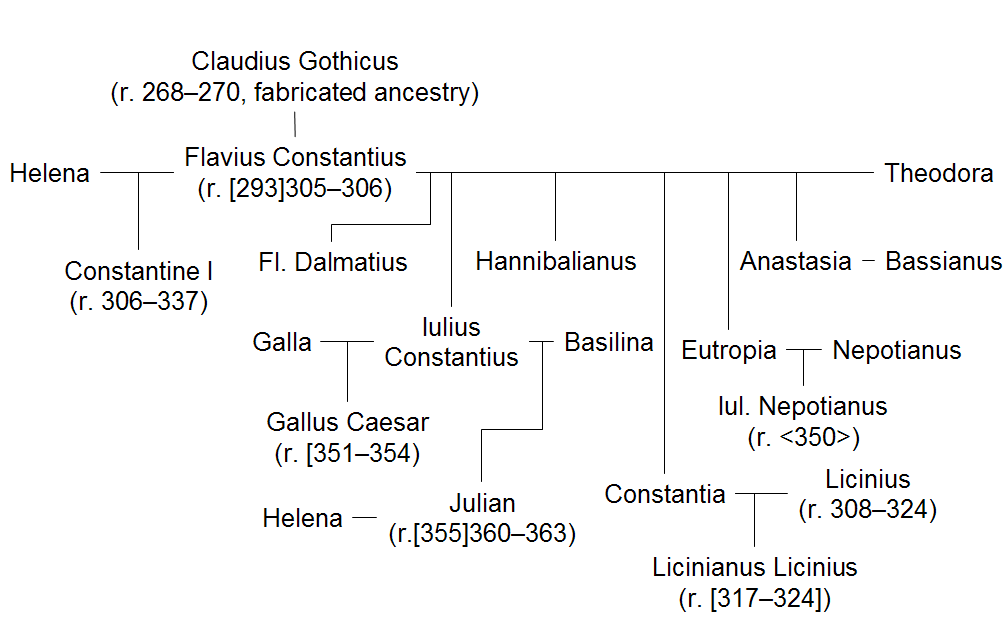
L’albero genealogico

  1. Dalla relazione tra Costanzo Cloro ed Elena
    - Costantino I
      1. Dal matrimonio fra Costantino I e Minervina
        - Crispo

      2. Dal matrimonio fra Costantino I e Fausta
        - Costantina, moglie di Annibaliano e di Costanzo Gallo
        - Costantino II
        - Costanzo II
          1. Nessun figlio dal matrimonio fra Costanzo II e la sua prima moglie, dal nome sconosciuto, figlia di Giulio Costanzo
          2. Nessun figlio dal matrimonio fra Costanzo II ed Eusebia
          3. Dal matrimonio fra Costanzo II e Faustina
            - Flavia Massima Faustina Costanza, moglie di Graziano

        - Costante I
        - Elena, moglie di Giuliano

  2. Dal matrimonio fra Costanzo Cloro e Teodora
    - Flavio Dalmazio
      1. Dal matrimonio fra Flavio Dalmazio e una moglie sconosciuta
        - Flavio Dalmazio
        - Annibaliano, marito di Costantina

    - Giulio Costanzo
      1. Dal matrimonio fra Giulio Costanzo e Galla
        - figlio, morto nelle purghe del 337[3]
        - figlia, prima moglie di Costanzo II
        - Costanzo Gallo
          1. Dal matrimonio fra Gallo e Costantina
            - figlia, dal nome sconosciuto[4]

      2. Dal matrimonio fra Giulio Costanzo e Basilina
        - Giuliano
          1. Nessun figlio dal matrimonio fra Giuliano ed Elena

    - Annibaliano (morto probabilmente prima delle purghe imperiali del 337, in quanto non è elencato tra le vittime);
    - Anastasia;
    - Flavia Giulia Costanza, moglie di Licinio
    - Eutropia
      1. Dal matrimonio fra Eutropia e Virio Nepoziano
        - Nepoziano

### Fonti primarie
- Giuliano, Lettera agli ateniesi

### Fonti secondarie
- R. Scott Moore, "The Stemmata of the Neo-Flavian Emperors", DIR (1998), su roman-emperors.org.
- R. Scott Moore, "The Stemmata of the Emperors of the Tetrarchy", DIR (1998), su roman-emperors.org.